# Mauricio Rodríguez
Pour les articles homonymes, voir Rodríguez.
Mauricio Rodríguez est un homme politique vénézuélien. Député, il a été vice-ministre des Politiques et du Plan pour les sciences, les technologies et les industries de 2008 à 2010 puis ministre de la Communication et de l'Information du Venezuela du 23 juin 2010 au 6 décembre 2010.

## Carrière

### Vice-ministre
Début 2008, il est nommé vice-ministre des Politiques et du Plan pour les sciences, les technologies et les industries, poste qu'il exerce jusqu'au début de l'année 2010.
En 2009, il déclare que les propriétaires de médias conspirant en vue d'un coup d'État méritent la mort, défendu peu après par le président Hugo Chávez qui fait référence à cette polémique lors d'un discours à Buenos Aires en mai 2009 qui déclare : « Ne soyez pas surpris si le gouvernement agit contre quelques médias qui continuent de pratiquer le terrorisme »,.

### Ministre de la Communication et de l'Information
Le 23 juin 2010, il est nommé ministre de la Communication et de l'Information en remplacement de Tania Díaz qui a préféré une chaise à l'Assemblée nationale. Il garde son poste jusqu'au 6 décembre 2010 quand il est remplacé par Andrés Izarra ayant déjà exercé cette fonction à deux reprises (2004-2005 et 2007-2008).